# Drăganu
Drăganu là một xã thuộc hạt Argeș, România. Dân số thời điểm năm 2002 là 1988 người.